# Liga Femenina del Voleibol Argentino 2014-15
La temporada 2014-15 de la Liga Argentina Femenina fue la decimonovena temporada de la máxima competencia a nivel nacional para clubes y equipos de vóley femenino en Argentina. Comenzó con las fases regionales organizadas por los distintos entes regionales, y la gestión de FeVA comenzó con la organización de la segunda fase, que con 21 equipos, se disputó del 6 al 8 de diciembre de 2014.

## Equipos participantes
| - Gimnasia y Esgrima La Plata - Las Varillas - UNSJ - Olmos Aguilera - San Lorenzo de Almagro - Echagüe - Sociedad Española - River Plate - Pueblo Nuevo - San José - Unión Eléctrica - Rosario Vóley - El Tala (San Francisco) | - San Martín de Formosa - Argentino de San Carlos - Olimpo (Bahía Blanca) - Biblioteca Rivadavia VM - El Biguá - Plottier - Sindicato de Petroleros - Puerto Vóley - Boca Juniors - Estudiantes de La Plata - Villa Dora - Vélez Sarsfield |

## Formato de competencia
Fase previa
La fase previa (segunda fase) constó de seis zonas con tres o cuatro equipos, donde se dividieron 21 de los 25 equipos (todos salvo Boca Juniors, Villa Dora, Estudiantes de La Plata y Vélez Sarsfield). Disputados en una sede única para cada grupo, los participantes se enfrentaron todos contra todos una vez, clasificando los dos mejores de cada grupo a la siguiente fase
Liga Femenina - primera fase
La tercera fase del torneo se disputó en dos zonas de ocho equipos cada una. Los seis mejores de cada grupo avanzaron de fase.
Segunda fase (cuarta fase)
La cuarta fase contó con doce (12) clasificados de la fase previa, los cuales se dividieron en tres triangulares y los primeros dos de cada triangular más los dos mejores terceros avanzaron a play-offs.
Play-offs (quinta fase)

## Fase previa
| Zonas: - Zona A, en San Juan (Universidad de San Juan) - Gimnasia y Esgrima La Plata, Las Varillas, Universidad Nacional de San Juan, Olmos Aguilera. - Zona B, en Jujuy (Sociedad Española) - San Lorenzo de Almagro, Echagüe, Sociedad Española (Jujuy). - Zona C, en Córdoba (Unión Eléctrica) - River Plate, Pueblo Nuevo, San José, Unión Eléctrica. - Zona D, en Formosa (San Martín) - Rosario Vóley, El Tala (San Francisco), San Martín Formosa. - Zona E, en San Carlos, Santa Fe (Argentino) - Argentino de San Carlos, Olimpo, Biblioteca Rivadavia VM. - Zona F, en Plottier, Neuquén (Plottier) - El Biguá, Plottier, Sindicato de Petroleros, Puerto Vóley. | Clasificados: - Gimnasia y Esgrima La Plata - Universidad Nacional de San Juan - Sociedad Española (Jujuy) - San Lorenzo de Almagro - River Plate - Unión Eléctrica - San Martín (Formosa) - Rosario Vóley - Argentino (San Carlos) - Olimpo (Bahía Blanca) - Biguá - Plottier |

## Torneo presudamericano
Disputado antes del comienzo de la liga, todos los equipos participantes pudieron disputarla, sin embargo solo dos clubes manifestaron su deseo de hacerlo: Sociedad Española de Jujuy y Villa Dora de Santa Fe. Se jugó en una serie al mejor de tres en el estadio de Sociedad Española. El ganador de la serie fue Villa Dora, y clasificó al Torneo Sudamericano de Clubes.
Sociedad Española (Jujuy) - Villa Dora
| Fecha       | Local                 | Resul | Visitante  | Set 1 | Set 2 | Set 3 | Set 4 | Set 5 |
| ----------- | --------------------- | ----- | ---------- | ----- | ----- | ----- | ----- | ----- |
| 23 de enero | Sociedad Española (J) | 3 - 2 | Villa Dora | 25-20 | 22-25 | 25-12 | 18-25 | 15-10 |
| 24 de enero | Sociedad Española (J) | 0 - 3 | Villa Dora | 10-25 | 20-25 | 14-25 | —     | —     |
| 25 de enero | Sociedad Española (J) | 0 - 3 | Villa Dora | 19-25 | 26-28 | 22-25 | —     | —     |

## Liga Argentina Femenina, primera fase
Referencia: FeVA.
| Pos. | Equipo                       | Partidos | Partidos | Partidos | Sets | Sets | Pts |
| Pos. | Equipo                       | PJ       | PG       | PP       | SG   | TP   | Pts |
| ---- | ---------------------------- | -------- | -------- | -------- | ---- | ---- | --- |
| 1.º  | Boca Juniors                 | 9        | 9        | 0        | 27   | 3    | 27  |
| 2.º  | Villa Dora                   | 9        | 7        | 2        | 24   | 9    | 22  |
| 3.º  | Sociedad Española (Jujuy)    | 9        | 5        | 4        | 18   | 16   | 15  |
| 4.º  | Universidad de Jáchal (UNSJ) | 9        | 4        | 5        | 18   | 19   | 11  |
| 5.º  | Estudiantes de La Plata      | 9        | 3        | 6        | 12   | 18   | 10  |
| 6.º  | Selección Argentina Menor    | 9        | 3        | 6        | 12   | 20   | 9   |
| 7.º  | San Martín (Formosa)         | 9        | 2        | 7        | 10   | 22   | 7   |
| 8.º  | Argentino (San Carlos)       | 9        | 2        | 7        | 6    | 25   | 4   |

| Pos. | Equipo                      | Partidos | Partidos | Partidos | Sets | Sets | Pts |
| Pos. | Equipo                      | PJ       | PG       | PP       | SG   | TP   | Pts |
| ---- | --------------------------- | -------- | -------- | -------- | ---- | ---- | --- |
| 1.º  | Gimnasia y Esgrima La Plata | 9        | 9        | 0        | 27   | 3    | 26  |
| 2.º  | San Lorenzo de Almagro      | 9        | 7        | 2        | 24   | 8    | 22  |
| 3.º  | Echagüe                     | 9        | 7        | 2        | 22   | 11   | 20  |
| 4.º  | Olimpo (Bahía Blanca)       | 9        | 5        | 4        | 20   | 14   | 16  |
| 5.º  | San José (Entre Ríos)       | 9        | 5        | 4        | 18   | 15   |     |
| 6.º  | Club Rosario                | 9        | 3        | 6        | 12   | 19   | 9   |
| 7.º  | Picún Leufú (Plottier)      | 9        | 1        | 8        | 3    | 25   | 3   |
| 8.º  | Biguá Vóley (Neuquén)       | 9        | 0        | 9        | 1    | 27   | 0   |

|  |                 |
|  | Avanza de fase. |

## Liga Argentina Femenina, segunda fase
Fuente: FeVA.

### Zona Entre Ríos
| Pos. | Equipo                  | Partidos | Partidos | Partidos | Sets | Sets | Pts |
| Pos. | Equipo                  | PJ       | PG       | PP       | SG   | TP   | Pts |
| ---- | ----------------------- | -------- | -------- | -------- | ---- | ---- | --- |
| 1.º  | Echagüe                 | 3        | 3        | 0        | 9    | 3    | 8   |
| 2.º  | Boca Juniors            | 3        | 2        | 1        | 8    | 4    | 7   |
| 3.º  | Estudiantes de La Plata | 3        | 1        | 2        | 5    | 6    | 3   |
| 4.º  | Club Rosario            | 3        | 0        | 3        | 0    | 9    | 0   |

|  |                 |
|  | Avanza de fase. |

Partidos jugados en el Estadio Luis Butta, de Echagüe de Paraná.
| Fecha       | Local            | Resul | Visitante        | Set 1 | Set 2 | Set 3 | Set 4 | Set 5 |
| ----------- | ---------------- | ----- | ---------------- | ----- | ----- | ----- | ----- | ----- |
| 20 de marzo | Boca Juniors     | 3 - 0 | Club Rosario     | 25-15 | 26-24 | 25-20 | —     | —     |
| 20 de marzo | Echagüe          | 3 - 1 | Estudiantes (LP) | 25-21 | 23-25 | 25-21 | 27-25 | —     |
| 21 de marzo | Boca Juniors     | 3 - 1 | Estudiantes (LP) | 25-18 | 25-20 | 24-26 | 25-18 | —     |
| 21 de marzo | Echagüe          | 3 - 0 | Club Rosario     | 25-16 | 25-19 | 25-21 | —     | —     |
| 22 de marzo | Estudiantes (LP) | 3 - 0 | Club Rosario     | 25-16 | 25-23 | 25-21 | —     | —     |
| 22 de marzo | Echagüe          | 3 - 2 | Boca Juniors     | 25-14 | 20-25 | 14-25 | 25-23 | 15-11 |

### Zona La Plata
| Pos. | Equipo                      | Partidos | Partidos | Partidos | Sets | Sets | Pts |
| Pos. | Equipo                      | PJ       | PG       | PP       | SG   | TP   | Pts |
| ---- | --------------------------- | -------- | -------- | -------- | ---- | ---- | --- |
| 1.º  | Gimnasia y Esgrima La Plata | 3        | 3        | 0        | 9    | 2    | 9   |
| 2.º  | San José (Entre Ríos)       | 3        | 2        | 1        | 7    | 3    | 6   |
| 3.º  | Sociedad Española (Jujuy)   | 3        | 1        | 2        | 4    | 6    | 3   |
| 4.º  | San Martín (Formosa)        | 3        | 0        | 3        | 0    | 9    | 0   |

|  |                 |
|  | Avanza de fase. |

Partidos jugados en el Polideportivo Víctor Nethol, de Gimnasia y Esgrima La Plata.
| Fecha       | Local                 | Resul | Visitante             | Set 1 | Set 2 | Set 3 | Set 4 | Set 5 |
| ----------- | --------------------- | ----- | --------------------- | ----- | ----- | ----- | ----- | ----- |
| 20 de marzo | Sociedad Española (J) | 0 - 3 | San José (ER)         | 13-25 | 20-25 | 17-25 | —     | —     |
| 20 de marzo | Gimnasia (LP)         | 3 - 0 | San Martín (F)        | 25-10 | 25-20 | 25-19 | —     | —     |
| 21 de marzo | Sociedad Española     | 3 - 0 | San Martín (F)        | 25-15 | 25-18 | 25-19 | —     | —     |
| 21 de marzo | Gimnasia (LP)         | 3 - 1 | San José (ER)         | 26-24 | 25-27 | 28-26 | 25-20 | —     |
| 22 de marzo | San José (ER)         | 3 - 0 | San Martín (F)        | 25-13 | 25-14 | 25-21 | —     | —     |
| 22 de marzo | Gimnasia (LP)         | 3 - 1 | Sociedad Española (J) | 22-25 | 25-16 | 25-13 | 25-23 | —     |

### Zona Buenos Aires
| Pos. | Equipo                 | Partidos | Partidos | Partidos | Sets | Sets | Pts |
| Pos. | Equipo                 | PJ       | PG       | PP       | SG   | TP   | Pts |
| ---- | ---------------------- | -------- | -------- | -------- | ---- | ---- | --- |
| 1.º  | Villa Dora             | 3        | 3        | 0        | 9    | 2    | 9   |
| 2.º  | San Lorenzo de Almagro | 3        | 1        | 2        | 5    | 6    | 3   |
| 3.º  | Olimpo (Bahía Blanca)  | 3        | 1        | 2        | 4    | 6    | 3   |
| 4.º  | Universidad de Jáchal  | 3        | 1        | 2        | 3    | 7    | 3   |

|  |                 |
|  | Avanza de fase. |

Partidos jugados en el estadio de San Lorenzo de Almagro.
| Fecha       | Local       | Resul | Visitante   | Set 1 | Set 2 | Set 3 | Set 4 | Set 5 |
| ----------- | ----------- | ----- | ----------- | ----- | ----- | ----- | ----- | ----- |
| 20 de marzo | Villa Dora  | 3 - 0 | U. Jáchal   | 25-17 | 25-22 | 25-18 | —     | —     |
| 20 de marzo | San Lorenzo | 3 - 0 | Olimpo (BB) | 25-20 | 25-19 | 25-23 | —     | —     |
| 21 de marzo | Villa Dora  | 3 - 1 | Olimpo (BB) | 13-25 | 25-22 | 25-20 | 25-1  | —     |
| 21 de marzo | San Lorenzo | 1 - 3 | U. Jáchal   | 23-25 | 32-30 | 25-27 | 27-29 | —     |
| 22 de marzo | U. Jáchal   | 0 - 3 | Olimpo (BB) | 18-25 | 22-25 | 16-25 | —     | —     |
| 22 de marzo | San Lorenzo | 1 - 3 | Villa Dora  | 25-19 | 11-25 | 20-25 | 23-25 | —     |

## Liga Argentina Femenina, play-offs

### Clasificación
Con base a los resultados obtenidos en la fase anterior se ordenaron a los ocho clasificados y de allí se desprendieron los emparejamientos: Gimnasia y Esgrima La Plata (1.°) - Olimpo de Bahía Blanca (8.°); Villa Dora (2.°) - Estudiantes de La Plata (7.°); Echagüe (3.°) - San Lorenzo de Almagro (6.°) y Boca Juniors (4.°) - San José de Entre Ríos (5.°).

### Cuadro
|  | Cuartos de final | Cuartos de final        | Cuartos de final |              |               | Semifinales   | Semifinales | Semifinales |               |               | Final        | Final        | Final      |  |
|  | 31 de marzo      | 31 de marzo             | 31 de marzo      |              |               | 1 de abril    | 1 de abril  | 1 de abril  |               |               | 2 de abril   | 2 de abril   | 2 de abril |  |
|  |                  |                         |                  |              |               |               |             |             |               |               |              |              |            |  |
|  |                  |                         |                  |              |               |               |             |             |               |               |              |              |            |  |
|  | 1.°              | Gimnasia y Esgrima (LP) | 3                |              |               |               |             |             |               |               |              |              |            |  |
|  | 1.°              | Gimnasia y Esgrima (LP) | 3                |              |               |               |             |             |               |               |              |              |            |  |
|  | 8.°              | Olimpo (BB)             | 0                |              |               |               |             |             |               |               |              |              |            |  |
|  | 8.°              | Olimpo (BB)             | 0                |              | Gimnasia (LP) | Gimnasia (LP) | 0           |             |               |               |              |              |            |  |
|  |                  |                         |                  |              | Gimnasia (LP) | Gimnasia (LP) | 0           |             |               |               |              |              |            |  |
|  |                  |                         | Boca Juniors     | Boca Juniors | 3             |               |             |             |               |               |              |              |            |  |
|  | 4.°              | Boca Juniors            | Boca Juniors     | Boca Juniors | 3             | 3             |             |             |               |               |              |              |            |  |
|  | 4.°              | Boca Juniors            |                  |              |               |               |             |             |               |               |              |              |            |  |
|  | 5.°              | San José (ER)           | 2                |              |               |               |             |             |               |               |              |              |            |  |
|  | 5.°              | San José (ER)           | 2                |              |               |               |             |             |               | Boca Juniors  | Boca Juniors | 3            |            |  |
|  |                  |                         |                  |              |               |               |             |             |               | Boca Juniors  | Boca Juniors | 3            |            |  |
|  |                  |                         | Villa Dora       | Villa Dora   | 0             |               |             |             |               |               |              |              |            |  |
|  | 2.°              | Villa Dora              | Villa Dora       | Villa Dora   | 0             | 3             |             |             |               |               |              |              |            |  |
|  | 2.°              | Villa Dora              |                  |              |               |               |             |             |               |               |              |              |            |  |
|  | 7.°              | Estudiantes (LP)        | 0                |              |               |               |             |             |               |               |              |              |            |  |
|  | 7.°              | Estudiantes (LP)        | 0                |              | Villa Dora    | Villa Dora    | 3           |             |               | Tercer lugar  | Tercer lugar | Tercer lugar |            |  |
|  |                  |                         |                  |              | Villa Dora    | Villa Dora    | 3           |             |               | Tercer lugar  | Tercer lugar | Tercer lugar |            |  |
|  |                  |                         | San Lorenzo      | San Lorenzo  | 1             |               |             |             |               |               |              |              |            |  |
|  | 3.°              | Echagüe                 | San Lorenzo      | San Lorenzo  | 1             | 1             |             |             | Gimnasia (LP) | Gimnasia (LP) | 3            |              |            |  |
|  | 3.°              | Echagüe                 |                  |              |               |               |             |             | Gimnasia (LP) | Gimnasia (LP) | 3            |              |            |  |
|  | 6.°              | San Lorenzo             | 3                |              |               |               |             |             |               |               | San Lorenzo  | San Lorenzo  | 1          |  |
|  | 6.°              | San Lorenzo             | 3                |              |               |               |             |             |               |               | San Lorenzo  | San Lorenzo  | 1          |  |
|  |                  |                         |                  |              |               |               |             |             |               |               |              |              |            |  |

### Cuartos de final
| Fecha       | Local         | Resul | Visitante        | Estadio                               | Set 1 | Set 2 | Set 3 | Set 4 | Set 5 |
| ----------- | ------------- | ----- | ---------------- | ------------------------------------- | ----- | ----- | ----- | ----- | ----- |
| 31 de marzo | Echagüe       | 1 - 3 | San Lorenzo      | Polideportivo Víctor Nethol, La Plata | 14-25 | 15-25 | 25-19 | 16-25 | —     |
| 31 de marzo | Gimnasia (LP) | 3 - 0 | Olimpo (BB)      | Polideportivo Víctor Nethol, La Plata | 28-26 | 25-20 | 25-14 | —     | —     |
| 31 de marzo | Villa Dora    | 3 - 0 | Estudiantes (LP) | Polideportivo Gorki Grana, Morón      | 25-18 | 25-22 | 25-21 | —     | —     |
| 31 de marzo | Boca Juniors  | 3 - 2 | San José (ER)    | Polideportivo Gorki Grana, Morón      | 25-19 | 25-21 | 16-25 | 16-25 | 15-10 |

### Semifinales
| Fecha      | Local        | Resul | Visitante     | Estadio                          | Set 1 | Set 2 | Set 3 | Set 4 | Set 5 |
| ---------- | ------------ | ----- | ------------- | -------------------------------- | ----- | ----- | ----- | ----- | ----- |
| 1 de abril | Boca Juniors | 3 - 0 | Gimnasia (LP) | Polideportivo Gorki Grana, Morón | 25-17 | 25-23 | 25-19 | —     | —     |
| 1 de abril | Villa Dora   | 3 - 1 | San Lorenzo   | Polideportivo Gorki Grana, Morón | 25-21 | 20-25 | 25-23 | 27-25 | —     |

### Tercer puesto
| Fecha      | Local         | Resul | Visitante   | Estadio                          | Set 1 | Set 2 | Set 3 | Set 4 | Set 5 |
| ---------- | ------------- | ----- | ----------- | -------------------------------- | ----- | ----- | ----- | ----- | ----- |
| 2 de abril | Gimnasia (LP) | 3 - 1 | San Lorenzo | Polideportivo Gorki Grana, Morón | 25-21 | 22-25 | 25-21 | 25-15 | —     |

### Final
| Fecha      | Local        | Resul | Visitante  | Estadio                          | Set 1 | Set 2 | Set 3 | Set 4 | Set 5 |
| ---------- | ------------ | ----- | ---------- | -------------------------------- | ----- | ----- | ----- | ----- | ----- |
| 2 de abril | Boca Juniors | 3 - 0 | Villa Dora | Polideportivo Gorki Grana, Morón | 25-16 | 25-17 | 25-16 | —     | —     |